# Louis Joseph Maupoint
 (janvier 2019).
Si vous disposez d'ouvrages ou d'articles de référence ou si vous connaissez des sites web de qualité traitant du thème abordé ici, merci de compléter l'article en donnant les références utiles à sa vérifiabilité et en les liant à la section « Notes et références ».
Louis Joseph Maupoint, né le 6 janvier 1766 à Lille et mort le 19 septembre 1849 à Marseille dans les Bouches-du-Rhône, est un général français du Premier Empire.

## Biographie

### Des gardes du corps du roi au10ehussards
Issu d'une des plus anciennes familles de Flandre, son père est prévôt général de la maréchaussée de Flandre, et il le destine de bonne heure à la carrière des armes. En 1782, il entre en qualité de sous-lieutenant au 3e régiment provincial d'état-major. En 1786, il passe dans les gardes du corps du roi, (compagnie de Luxembourg). Il ne quitte Louis XVI qu'à la journée du 7 octobre après avoir suivi à pied le monarque jusqu'à Paris. C'est dans la matinée de ce même jour qu'il doit à l'intervention de La Fayette de n'être pas pendu avec trois de ses camarades à une lanterne du château de Versailles. Enveloppé et pressé par la multitude, la corde avait déjà été attachée à son cou.
Élu par ses concitoyens chef de bataillon de la garde nationale de Lille en 1789, il est attaché en 1792 à l'état-major du général Beurnonville en qualité de capitaine. De l'armée de la Moselle, il passe à celle du Nord en 1793, et devient l'aide de camp du général Kermovan. C'est au cours de la même année qu'il est envoyé comme capitaine dans le 10e régiment de hussards et arrête la déroute d'une de nos colonnes à l'affaire de Montaigu, avant de prendre part aux combats de l'armée du Rhin jusqu'en l'an III, à ceux de l'armée de l'Ouest en l'an IV et à l'armée de Sambre-et-Meuse en l'an V.
Dans toutes les affaires auxquelles assiste son régiment, il déploie les qualités militaires qui le font remarquer de ses chefs, et lui valent en l'an VII le grade de chef d'escadron, avancement qu'il avait refusé une première fois pour ne pas se séparer de ses camarades du 10e. Il vient de se distinguer aux affaires de Valdigi et de Sarrena, dans lesquelles il reçoit cinq coups de sabre et est félicité par le général Championnet. Il suit ce même régiment aux armées des Alpes, d'Italie et d'Espagne. En l'an XII, au camp de Saint-Omer, il devient membre de la Légion d'honneur à la création de l'ordre.

### Général de l'Empire
En 1806, après avoir passé douze années de sa vie dans le 10e hussards, il est appelé au commandement du 16e régiment de chasseurs à cheval à la Grande Armée, et se distingue à sa tête lors de la bataille d'Iéna. De 1808 à 1810, il ne quitte pas la Grande Armée et assiste aux batailles mémorables qui marquent cette période. Durant la bataille d'Essling, il a eu trois chevaux tués sous lui ; à Wagram, il rend une partie de l'armée française témoin d'une charge qui arrache les acclamations des lignes qui en sont spectatrices. Le 16e chasseurs, après avoir été engagé tout le jour, reçoit l'ordre de regagner ses bivouacs. Tandis qu'il marche à la tête de ses 1 000 chevaux formés en colonne, il aperçoit le 4e cuirassiers engagé dans un combat au corps à corps avec les cuirassiers autrichiens de Dalbert. À cette vue, il enlève ses chasseurs et les lance sur la cavalerie adverse. Les cuirassiers autrichiens sont culbutées et poursuivis jusqu'à leur artillerie qui est capturée par le 16e chasseurs. Ce fait d'armes provoque l'admiration de toute l'armée. L'Empereur décerne au colonel Maupoint la croix d'officier de la Légion d'honneur sur le champ de bataille. Il est créé baron de l'Empire le 24 février 1809.
Le 6 août 1811, il est élevé au grade de général de brigade et se rend à l'armée d'Espagne. Dans ses Mémoires, le maréchal Suchet loue son action dans la péninsule. En 1812, souffrant de nombreuses blessures, il doit se retirer du service, mais Napoléon le met à la tête de l'école militaire de Saint-Germain. Au retour des Bourbons, il est appelé au commandement des Bouches-du-Rhône et à celui du Var en 1815. Le général Maupoint meurt à Marseille le 19 septembre 1849.

## Armoiries
| Figure | Blasonnement |
|        | Armes du baron Louis Joseph Maupoint et de l'Empire Écartelé : aux 1 et 4, d'azur, semé d'étoiles d'or; au 2, des barons militaires; au 3, de gueules, au lion d'argent. - Livrées : bleu, jaune et rouge. |